# 第百生命保険
第百生命保険相互会社（だいひゃくせいめいほけん）は、かつて存在した日本の生命保険会社（相互会社）。本社を東京都調布市国領町4丁目34-1（京王線国領駅南側）に置いていた。東京川崎財閥の流れを汲む中堅生命保険会社であった。

## 経営破綻の経緯
バブル経済の崩壊後に経営不振に陥ったため、カナダのマニュライフ・ファイナンシャルコーポレーション（英語: Manulife Financial）との合弁によりマニュライフ・センチュリー生命保険株式会社（現：マニュライフ生命保険）を設立したものの、2000年（平成12年）5月に自主再建を断念して経営破綻、金融監督庁（現：金融庁）長官より業務一部停止命令を受けた。
調布市にあった第百生命保険相互会社の本社ビルは経営破綻後も、マニュライフ生命本社ビルとして使用されていたが、マニュライフ生命は2015年（平成27年）3月に東京オペラシティタワー30階へ本社を移転した。その後、旧第百生命保険本社ビルは解体され、跡地には伊藤忠都市開発と三菱地所レジデンスによって分譲マンション「クレヴィア調布国領レジデンス」が建設された。
1990年代末から2000年代初頭にかけてはバブル崩壊の影響を受け、1997年4月25日の日産生命保険の破綻を皮切りに、東邦生命保険（1999年6月破綻）、大正生命保険 （2000年8月破綻）、千代田生命保険（同年10月破綻）、協栄生命保険（同年10月破綻）、東京生命保険（2001年3月破綻）と、当社を含め生命保険会社7社の経営破綻が相次ぎ「生保破綻ドミノ」と呼ばれた。

## 沿革
- 1894年（明治27年） - 京都生命保険株式会社（京都）設立。

地元の製糸・染物会社の重役達（中村忠兵衛、岩井八兵衛、佐々木清七、中堀幾太郎ら）を発起人に、関係会社の社員や職工らの保険を目的として設立され、順調に加入者を増やしたが、明治37年に久世通章を社長に経営陣が代わると不調に陥り、のちに保険会社乗っ取りで知られる岡部広や三田勝俊が関わったが、岡部の逮捕で危機は免れた。明治41年に博愛生命保険に改称し、北陸生命保険系の勢力下となり竹下康之が社長に就任したが、北陸生命の破産により経営悪化、守山又三、紀俊秀、中島久万吉らが次々と社長に就任したが回復することなく大正6年に萬歳生命保険と合併に至った。
- 1906年（明治39年） - 萬歳生命保険株式会社（萬歳）設立。
- 1908年（明治41年）- 京都、博愛生命保険株式会社（博愛）に改称。
- 1912年（明治45年） - 同胞生命保険株式会社（同胞）設立。
- 1913年（大正2年）- 八千代生命保険株式会社（八千代）設立。
- 1914年（大正3年）- 日華生命保険株式会社（日華）設立。同胞、福徳生命保険（福徳）に改称。福徳生命ビルは東京・京橋にあり、戦後も第百生命ビルとして残っていた[8]。
- 1917年（大正6年）- 博愛、萬歳と合併。
- 1922年（大正11年）- 国華徴兵保険株式会社（国華徴兵）設立。
- 1929年（昭和4年）- 萬歳、日華と合併し、日華萬歳生命保険株式会社（日華萬歳）に改称。
- 1930年（昭和5年）- 八千代、日華萬歳に保険契約を包括移転して解散。日華萬歳、10月に日華生命保険株式会社に再改称。
- 1941年（昭和16年）- 日華・福徳・国華徴兵が合併。12月に第百生命徴兵保険株式会社（第百生命徴兵）に改称。
- 1945年（昭和20年）- 第百生命徴兵、第百生命保険株式会社（第百）に改称。
- 1947年（昭和22年）- 第百、第百生命保険相互会社（第百生命）設立。
- 1999年（平成11年）
  - 第百生命、株式投資などによる含み損による経営不振を脱却するべく、カナダのマニュライフ・フィナンシャルコーポレーションとの約50%合弁により、資本金109億円でマニュライフ・センチュリー生命保険株式会社（マニュライフ・センチュリー）設立。
  - 3月30日 - マニュライフ・センチュリー、第百生命より800億円で営業権譲受。第百生命は既契約の管理会社に移行。
- 2000年（平成12年）- 第百生命、自主再建を断念。金融監督庁長官より業務一部停止命令を受ける。
- 2001年（平成13年）
  - 第百生命、生命保険契約者保護機構から1450億円の資本供与を受け、保険契約をマニュライフ・センチュリーに包括移転で合意。4月2日に移転を実施。
  - 9月1日 - マニュライフ・センチュリー、マニュライフ生命保険株式会社に改称。
- 2005年5月 - 第百生命、経営破綻。
- 2007年（平成19年）- 第百生命、清算結了。

## かつての提供番組
- 追跡（日本テレビ）
- サンデーモーニング（TBS）